# Piscine du Chaudron
Pour les articles homonymes, voir Chaudron.

La piscine du Chaudron, ou officiellement piscine Michel-Debré, est une piscine publique municipale de l'île de La Réunion, département d'outre-mer dans le sud-ouest de l'océan Indien.

## Histoire
Construite en 1971, elle est située avenue Georges-Pompidou dans le quartier du Chaudron, à Saint-Denis.
En plein air et non chauffé, le complexe comprend un bassin de 50 mètres, le seul homologué à La Réunion, ainsi que plusieurs bassins annexes, certains recevant des toboggans aquatiques. Les gradins peuvent accueillir 350 spectateurs.
Deux clubs sportifs y résident à l'année, Natation Saint-Denis Réunion pour la natation et le Centre aquatique du Chaudron pour le triathlon.
En août 1998, la piscine a accueilli les épreuves de natation aux Jeux des îles de l'océan Indien 1998. En 2008, elle ferme pour une durée de 18 mois afin d'y installer un système de chauffage. En août 2015, elle doit cette fois accueillir les épreuves de natation aux Jeux des îles de l'océan Indien 2015.
À proximité se trouvait autrefois le zoo de Saint-Denis.